# Mali Školj (Klek)
Mali Školj je nenaseljeni hrid u Malostonskom zaljevu oko kojeg se vodi granični spor između Hrvatske te Bosne i Hercegovine. Uz Veliki Školj, jedan je od dva otoka u Jadranskom moru koji Bosna i Hercegovina smatra dijelom svoga teritorija.
Privremeni režim granice na moru između Hrvatske i Bosne i Hercegovine utvrđen je 1999. godine. Neumski sporazum o privremenoj granici potpisali su Franjo Tuđman i Alija Izetbegović, a nikada nije ratificiran zbog izbijanja prijepora oko vlasništva nad ova dva otoka i vrha poluotoka Kleka. Hrvatska osporava valjanost Neumskog sporazuma i smatra otok svojim teritorijem. Posljednji pokušaj ratifikacije sporazuma u Saboru pokrenula je 2012. godine tadašnja ministrica vanjskih i europskih poslova Vesna Pusić.